# 42. Golden Globe-gála
A 42. Golden Globe-gálára 1985. január 27-én, vasárnap került sor, az 1984-ben mozikba, vagy képernyőkre került amerikai filmeket, illetve televíziós sorozatokat díjazó rendezvényt a kaliforniai Beverly Hillsben, a Beverly Hilton Hotelben tartották meg.
A 42. Golden Globe-gálán Elizabeth Taylor vehette át a Cecil B. DeMille-életműdíjat.

## Filmes díjak
A nyertesek félkövérrel jelölve.
| Legjobb filmes díjak | Legjobb filmes díjak |
| Legjobb filmdráma | Legjobb vígjáték vagy zenés film |
| --- | --- |
| - Amadeus - Gengszterek klubja - Gyilkos mezők - Hely a szívemben - Katonatörténet | - A smaragd románca - Beverly Hills-i zsaru - Szellemirtók - Micki és Maude, avagy családból is megárt a sok - Csobbanás |
| Legjobb filmes alakítások (filmdráma) | |
| Színész | Színésznő |
| - F. Murray Abraham – Amadeus - Jeff Bridges – Csillagember - Albert Finney – A vulkán alatt - Tom Hulce – Amadeus - Sam Waterston – Gyilkos mezők                                                               | - Sally Field – Hely a szívemben - Diane Keaton – Mrs. Soffel - Börtönszerelem - Jessica Lange – Farmerek között - Vanessa Redgrave – A bostoniak - Sissy Spacek – A folyó                                                                                             |
| Legjobb filmes alakítások (vígjáték vagy zenés film) | |
| Színész | Színésznő |
| - Dudley Moore – Micki és Maude, avagy családból is megárt a sok - Steve Martin – Mindenem a tied - Eddie Murphy – Beverly Hills-i zsaru - Bill Murray – Szellemirtók - Robin Williams – Moszkva a Hudson folyón | - Kathleen Turner – A smaragd románca - Anne Bancroft – És megszólal Garbo - Mia Farrow – Broadway Danny Rose - Shelley Long – Kibékíthetetlen ellentétek - Lily Tomlin – Mindenem a tied                                                                              |
| Legjobb mellékszereplők (filmdráma, vígjáték vagy zenés film) | |
| Színész | Színésznő |
| - Haing S. Ngor – Gyilkos mezők - Adolph Caesar – Katonatörténet - Richard Crenna – Flamingókölyök - Jeffrey Jones – Amadeus - Pat Morita – Karate kölyök                                                        | - Peggy Ashcroft – Út Indiába - Drew Barrymore – Kibékíthetetlen ellentétek - Kim Basinger – Őstehetség - Jacqueline Bisset – A vulkán alatt - Melanie Griffith – Alibi test - Christine Lahti – Második műszak - Lesley Ann Warren – Dalszerző                        |
| Egyéb | |
| Legjobb rendező | Legjobb forgatókönyv |
| - Miloš Forman – Amadeus - Francis Ford Coppola – Gengszterek klubja - Roland Joffé – Gyilkos mezők - David Lean – Út Indiába - Sergio Leone – Volt egyszer egy Amerika                                          | - Peter Shaffer – Amadeus - Bruce Robinson – Gyilkos mezők - David Lean – Út Indiába - Robert Benton – Hely a szívemben - Charles Fuller – Katonatörténet |
| Legjobb eredeti filmzene | Legjobb eredeti filmbetétdal |
| - Maurice Jarre – Út Indiába - Mike Oldfield – Gyilkos mezők - Ennio Morricone – Volt egyszer egy Amerika - John Williams – A folyó - Jack Nitzsche – Csillagember                                               | - „I Just Called to Say I Love You” – A piros ruhás nő - „Against All Odds (Take a Look at Me Now)” – Esélylesők - „Footloose” – Gumiláb - „Ghostbusters” – Szellemirtók - „No More Lonely Nights” – Add át üdvözletem a Broad Streetnek - „When Doves Cry” – Bíboreső |
| Legjobb idegen nyelvű film | |
| - Út Indiába – Egyesült Királyság - Carmen – Franciaország - Veszélyes lépések – Svájc - Párizs, Texas – Nyugat-Németország/Franciaország - Vidéki vasárnap – Franciaország                                      | |

## Televíziós díjak
A nyertesek félkövérrel jelölve.
| Legjobb televíziós sorozatok | Legjobb televíziós sorozatok |
| Filmdráma | Vígjáték vagy zenés film |
| --- | --- |
| - Gyilkos sorok - Cagney & Lacey - Dinasztia - Zsarublues - Egy kórház magánélete                                                                               | - The Cosby Show - Cheers - Fame - The Jeffersons - Kate & Allie |
| Minisorozat vagy tévéfilm | |
| - Apa és leánya - Tűzfészek - The Dollmaker - Sakharov - A vágy villamosa                                                                                       | |
| Legjobb alakítás televíziós sorozatban (filmdráma) | |
| Színész | Színésznő |
| - Tom Selleck – Magnum - James Brolin – Hotel - John Forsythe – Dinasztia - Larry Hagman – Dallas - Stacy Keach – Mike Hammer - Daniel J. Travanti – Zsarublues | - Angela Lansbury – Gyilkos sorok - Joan Collins – Dinasztia - Tyne Daly – Cagney & Lacey - Linda Evans – Dinasztia - Sharon Gless – Cagney & Lacey - Kate Jackson – Scarecrow and Mrs. King |
| Legjobb alakítás televíziós sorozatban (vígjáték vagy zenés film)                                                                                               | |
| Színész | Színésznő |
| - Bill Cosby – The Cosby Show - Ted Danson – Cheers - Robert Guillaume – Benson - Sherman Hemsley – The Jeffersons - Bob Newhart – Newhart                      | - Shelley Long – Cheers - Debbie Allen – Fame - Nell Carter – Gimme a Break! - Susan Clark – Webster - Jane Curtin – Kate & Allie - Isabel Sanford – The Jeffersons                          |
| Legjobb alakítás minisorozatban vagy tévéfilmben | |
| Színész | Színésznő |
| - Ted Danson – Apa és leánya - James Garner – Heartsounds - Sam Neill – Reilly: Ace of Spies - Jason Robards – Sakharov - Treat Williams – A vágy villamosa     | - Ann-Margret – A vágy villamosa - Glenn Close – Apa és leánya - Farrah Fawcett – Tűzfészek - Jane Fonda – The Dollmaker - Glenda Jackson – Sakharov                                         |
| Legjobb mellékszereplő televíziós sorozatban, minisorozatban vagy tévéfilmben                                                                                   | |
| Mellékszereplő színész | Mellékszereplő színésznő |
| - Paul Le Mat – Tűzfészek - Pierce Brosnan – Nancy Astor - John Hillerman – Magnum - Ben Vereen – Ellis Island - Bruce Weitz – Zsarublues                       | - Faye Dunaway – Ellis Island - Selma Diamond – Night Court - Marla Gibbs – The Jeffersons - Gina Lollobrigida – Falcon Crest - Rhea Perlman – Cheers - Roxana Zal – Apa és leánya           |

## Különdíjak

### Cecil B. DeMille-életműdíj
A Cecil B. DeMille-életműdíjat Elizabeth Taylor vehette át.

### Miss/Mr.Golden Globe
- Anita Finch[3]

## Fordítás
Ez a szócikk részben vagy egészben  a(z)   42nd Golden Globe Awards című angol Wikipédia-szócikk fordításán alapul.  Az eredeti cikk szerkesztőit annak laptörténete sorolja fel. Ez a jelzés csupán a megfogalmazás eredetét és a szerzői jogokat jelzi, nem szolgál a cikkben szereplő információk forrásmegjelöléseként.